# Petr Fingal
Petr Fingal, vlastním jménem František Antonín Fingl (13. června 1889, Radnice, Rakousko-Uhersko – 5. srpna 1940, Praha, Protektorát Čechy a Morava), byl český spisovatel, novinář a dramatik. Za svůj život napsal 19 divadelních her, 15 románů a okolo 300 povídek.

## Život

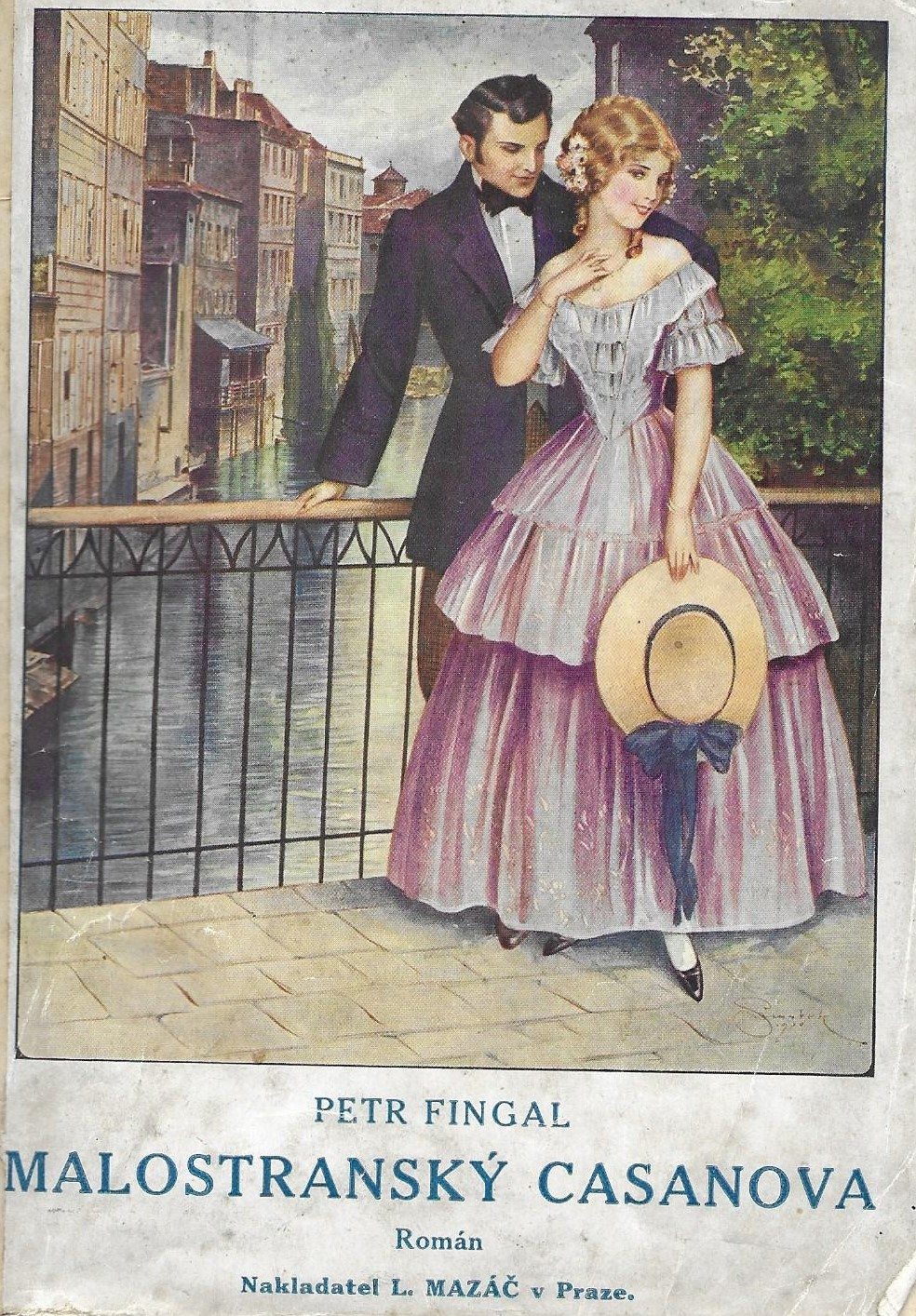
Petr Fingal: Malostranský Casanova (obálka 1930)

Narodil se 13. června 1889 v Radnicích č. p. 112 (v dnešní Dědické ulici, dům je opatřen pamětní deskou) jako první dítě Františka Fingla a Anny Finglové rozené Bezděkové. Obecnou školu navštěvoval v Radnicích. Gymnázia navštěvoval v Českých Budějovicích a v Praze. Měl se stát učitelem, ale kvůli zájmu o žurnalistiku opustil učitelský ústav. Do novin začal psát v roce 1905 pod různými pseudonymy. První kroky v redaktorském oboru dělal v Královodvorských listech (označovaly se jako „svobodný deník“), poté působil například v novinách Plzeňský kraj, Lidový deník či Venkov. Když pobýval v Plzni, založil a vedl (1917–1919) s vydavatelem S. K. Beníškem měsíčník Vzlet, který se věnoval osvětovému a uměleckému ruchu západních Čech.
Během působení v novinách již používal svůj pseudonym Petr Fingl. Prakticky tento pseudonym i v normálním životě začal používat již okolo roku 1909. V Radnicích je knihovna Petra Fingala, která se nachází v archivu muzea Josefa Hyláka. Na knihách jsou jeho podpisy. Před rokem 1908 se objevuje pouze František Fingl (případně František Antonín Fingl), v roce 1909 uvádí jak František, tak Petr Fingal a od roku 1910 se podepisoval pouze Petr Fingal.[zdroj⁠?!]
V roce 1935 postihla Petra Fingala těžká choroba a musel odstoupit z veřejného života. Této chorobě také 5. srpna 1940 podlehl. Jeho úmrtí je zapsáno v královodvorské kronice.